# ウイルス性疾患
ウイルス性疾患（ウイルスせいしっかん、英: viral disease）またはウイルス感染症（ウイルスかんせんしょう、英: viral infection）は、生物の体内に病原性ウイルスが侵入し、感染性ウイルス粒子（ビリオン）が感受性細胞に付着して侵入したときに発生する感染症である。

## 構造上の特徴

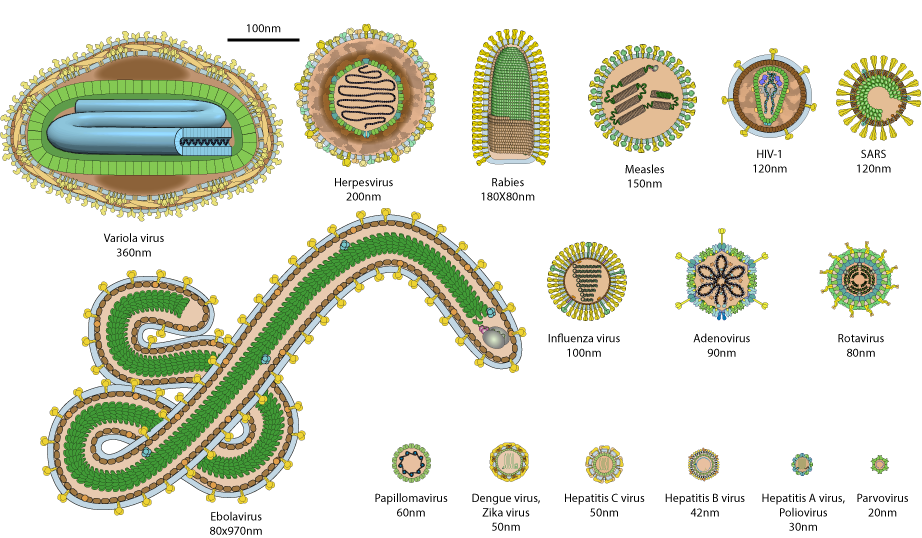
最も一般的なヒトのウイルスのいくつかのビリオンと、その相対的なサイズを示す図。内部の核酸は縮尺が異なる。SARSはCOVID-19 SARS、バリオラウイルスは天然痘の略。

ゲノムの種類、ビリオンの形状、複製部位などの基本的な構造上の特徴は、一般的に、同じ科内のウイルス種間では同じ特徴を共有している。
- 二本鎖DNAの科：

3つは非エンベロープ型（アデノウイルス科、パピローマウイルス科、ポリオーマウイルス科）、2つはエンベロープ型（ヘルペスウイルス科、ポックスウイルス科）。非エンベロープ型のすべての科は、すべて正二十面体カプシドを持つ。
- 部分的に二本鎖のDNAウイルス：

ヘパドナウイルス科。これらのウイルスはエンベロープ型である。
- ヒトに感染する一本鎖DNAウイルスの科：

パルボウイルス科。これらのウイルスは非エンベロープ型である。
- 一本鎖プラス鎖RNAウイルスの科：

非エンベロープ型が3種（アストロウイルス科、カリシウイルス科、ピコルナウイルス科）、エンベロープ型が4種（コロナウイルス科、フラビウイルス科、レトロウイルス科、トガウイルス科）である。非エンベロープ型の科は、すべて正二十面体のヌクレオカプシドを持つ。
- 一本鎖マイナスRNAウイルスの科：

アレナウイルス科、ブニヤウイルス科、フィロウイルス科、オルトミクソウイルス科、パラミクソウイルス科、ラブドウイルス科。すべてのウイルスは、らせん状のヌクレオカプシドで覆われている。
- 二本鎖RNAゲノムのウイルス：

レオウイルス科。
- D型肝炎ウイルス：

まだ科に分類されておらず、ヒトに感染する他の科とは明らかに異なるものである。
- ヒトに感染することが知られているウイルスで、病気との関連性がないもの：

アネロウイルス科とディペンドウイルス属。これらの分類群はいずれも非エンベロープ型の一本鎖DNAウイルスである。

### 実用的な規則
ヒトに感染するウイルス科には、医師や医療微生物学者やウイルス学者を助ける規則がある。
一般的に、DNAウイルスは細胞核内で複製し、RNAウイルスは細胞質内で複製する。この規則には例外が知られており、ポックスウイルスは細胞質内で複製し、オルソミクソウイルスとD型肝炎ウイルス（RNAウイルス）は核内で複製する。
- セグメント化されたゲノム： ブニヤウイルス科、オルトミクソウイルス科、アレナウイルス科、およびレオウイルス科（頭文字をとってBOARと呼ぶ）。すべてRNAウイルスである。
- ほとんど節足動物によって感染するウイルス： ブニヤウイルス、フラビウイルス、およびトガウイルス（英語版）。一部のレオウイルスは媒介節足動物から感染する。すべてRNAウイルスである[2]。
- エンベロープ型ウイルスの1つの科は胃腸炎の原因となる（コロナウイルス科）。胃腸炎に関連するその他のウイルスはすべて非エンベロープ型である。

### ボルティモア分類
この研究者のグループは、複数のウイルスカテゴリーを定義した。
- I - dsDNA
- II - ssDNA
- III - dsRNA
- IV - ポジティブセンスssRNA
- V - ネガティブセンスssRNA
- VI - ssRNA-RT
- VII - dsDNA-RT

| 科                     | ボルティモア分類 | 著名な種 | エンベロープ包囲 |
| ---------------------- | ---------------- | --- | ---------------- |
| アデノウイルス科       | I                | アデノウイルス | N                |
| ヘルペスウイルス科     | I                | 単純ヘルペスウイルス1型, 単純ヘルペスウイルス2型, 水痘・帯状疱疹ウイルス, エプスタイン・バール・ウイルス, ヒトサイトメガロウイルス, ヒトヘルペスウイルス8型                 | Y                |
| パピローマウイルス科   | I                | ヒトパピローマウイルス | N                |
| ポリオーマウイルス科   | I                | BKウイルス, JCウイルス | N                |
| ポックスウイルス科     | I                | 天然痘 | Y                |
| パルボウイルス科       | II               | パルボウイルスB19 | N                |
| レオウイルス科         | III              | ロタウイルス, オルビウイルス, コルティウイルス, バンナウイルス | N                |
| アストロウイルス科     | IV               | ヒトアストロウイルス | N                |
| カリシウイルス科       | IV               | ノロウイルス | N                |
| コロナウイルス科       | IV               | ヒトコロナウイルス229E, ヒトコロナウイルスNL63, ヒトコロナウイルスOC43, ヒトコロナウイルスHKU1, 中東呼吸器症候群関連コロナウイルス, SARSコロナウイルス, SARSコロナウイルス2 | Y                |
| フラビウイルス科       | IV               | C型肝炎ウイルス, 黄熱ウイルス, デングウイルス, ウエストナイルウイルス, ダニ媒介性脳炎ウイルス, ジカウイルス                                                                 | Y                |
| ヘペウイルス科         | IV               | E型肝炎ウイルス | N                |
| マトナウイルス科       | IV               | 風疹ウイルス | Y                |
| ピコルナウイルス科     | IV               | コクサッキーウイルス, A型肝炎ウイルス, ポリオウイルス, ライノウイルス | N                |
| アレナウイルス科       | V                | ラッサウイルス | Y                |
| ブニヤウイルス科       | V                | クリミア・コンゴ出血熱ウイルス, ハンタンウイルス | Y                |
| フィロウイルス科       | V                | エボラウイルス属, マールブルグウイルス | Y                |
| オルトミクソウイルス科 | V                | インフルエンザウイルス | Y                |
| パラミクソウイルス科   | V                | 麻疹ウイルス, ムンプスウイルス, パラインフルエンザウイルス | Y                |
| ニューモウイルス科     | V                | RSウイルス | Y                |
| ラブドウイルス科       | V                | 狂犬病ウイルス | Y                |
| 未割り当て             | V                | D型肝炎ウイルス | Y                |
| レトロウイルス科       | VI               | HIV | Y                |
| ヘパドナウイルス科     | VII              | B型肝炎ウイルス | Y                |

### 臨床的特徴
ウィルスの臨床的特徴は、同じ科の中でも種によって大きく異なることがある。
| 種                                            | 科                     | 感染経路                                | 疾患 | 治療                                                                                                 | 予防 |
| --------------------------------------------- | ---------------------- | --------------------------------------- | --- | --- | --- |
| アデノウイルス                                | アデノウイルス         | - 飛沫接触 - 糞口 - 性交 - 結膜直接接触 | - 胃腸炎 - 角結膜炎 - 咽頭炎 - 咽頭結膜熱                                                                                          | なし                                                                                                 | - アデノウイルスワクチン - 手洗い - 咳やくしゃみをするときに口を覆う - 病人との濃厚接触を避ける                               |
| コクサッキーウイルス                          | ピコルナウイルス科     | - 糞口 - 呼吸飛沫接触                   | - 手足口病 - 胸膜痛 - 無菌性髄膜炎 - 心膜炎 - 心筋炎                                                                               | なし                                                                                                 | - 手洗い - 咳やくしゃみをするときに口を覆う - 汚染された食品/水を避ける - 衛生状態を改善する                                  |
| サイトメガロウイルス                          | ヘルペスウイルス科     | - 垂直伝播 - 体液                       | - 伝染性単核球症 - 巨細胞封入体症 - 早産 - 新生児の肝臓、肺、脾臓の疾患 - 低出生体重児 - 小頭症 - 新生児の先天性発作               | - ガンシクロビル - シドフォビル - ホスカルネット                                                     | - 手洗い - 他人と食べ物や飲み物を共有しない - セーフセックス                                                                  |
| エプスタイン・バール・ウイルス                | ヘルペスウイルス科     | - 唾液                                  | - 伝染性単核球症 - バーキットリンパ腫 - ホジキンリンパ腫 - 上咽頭癌                                                                | なし                                                                                                 | - 病人との濃厚接触を避ける |
| A型肝炎ウイルス                               | ピコルナウイルス科     | - 糞口                                  | - 急性肝炎 | 免疫グロブリン (曝露後予防)                                                                          | - A型肝炎ワクチン - 汚染された食品/水を避ける - 衛生状態を改善する                                                            |
| B型肝炎ウイルス                               | ヘパドナウイルス科     | - 体液 - 垂直伝播および性感染           | - 急性肝炎 - 慢性肝炎 - 肝硬変 - 肝細胞癌                                                                                          | - ラミブジン - 免疫グロブリン - アデホビル - エンテカビル - ペグインターフェロンα-2                  | - B型肝炎ワクチン - 免疫グロブリン (周産期および曝露後予防) - 注射針/シリンジの共有を避ける - セーフセックス                  |
| C型肝炎ウイルス                               | フラビウイルス科       | - 血液 - 性的接触                       | - 急性肝炎 - 慢性肝炎 - 肝硬変 - 肝細胞癌                                                                                          | - リバビリン - ペグインターフェロンα-2                                                               | - 注射針/シリンジの共有を避ける - セーフセックス                                                                              |
| 単純ヘルペスウイルス1型                       | ヘルペスウイルス科     | - 直接接触 - 唾液                       | - 口唇ヘルペス, 口辺ヘルペス - 潜伏して再発することがある - 子供の歯肉口内炎 - 扁桃炎および咽頭炎 - 角結膜炎                       | - アシクロビル - ファムシクロビル - ホスカルネット - ペンシクロビル                                  | - 病変部への濃厚接触を避ける - セーフセックス                                                                                 |
| 単純ヘルペスウイルス2型                       | ヘルペスウイルス科     | - 性的接触 - 垂直伝播                   | - 皮膚の小水疱、粘膜の潰瘍、口腔および/または性器。潜伏することがある。 - 無菌性髄膜炎                                             | - アシクロビル - ファムシクロビル - ホスカルネット - ペンシクロビル - シドフォビル                   | - 病変部への濃厚接触を避ける - セーフセックス                                                                                 |
| HIV                                           | レトロウイルス科       | - 性的接触 - 血液 - 母乳 - 垂直伝播     | - AIDS | プロテアーゼ阻害剤や逆転写酵素阻害剤などのHAART療法                                                  | - ジドブジン (周産期) - 血液製剤スクリーニング - セーフセックス - 注射針/シリンジの共有を避ける                               |
| ヒトコロナウイルス229E (HCoV-229E)            | コロナウイルス科       | - 飛沫接触 - 媒介物                     | - 普通感冒 - 肺炎 - 細気管支炎 | | |
| ヒトコロナウイルスNL63 (HCoV-NL63)            | コロナウイルス科       | - 飛沫接触                              | - 普通感冒 - 鼻炎 - 気管支炎 - 細気管支炎 - 肺炎 - クループ                                                                        | | |
| ヒトコロナウイルスOC43 (HCoV-OC43)            | コロナウイルス科       |                                         | - 普通感冒 - 肺炎 | | |
| ヒトコロナウイルスHKU1 (HCoV-HKU1)            | コロナウイルス科       |                                         | - 普通感冒 - 肺炎 - 細気管支炎 | | |
| ヒトヘルペスウイルス8型                       | ヘルペスウイルス科     | - 唾液 - 性感染                         | - カポジ肉腫 - 多中心性キャッスルマン病 - 原発性滲出性リンパ腫                                                                     | 評価段階が多い                                                                                       | - 病変部への濃厚接触を避ける - セーフセックス                                                                                 |
| ヒトパピローマウイルス                        | パピローマウイルス科   | - 直接接触 - 性的接触 - 垂直伝播        | - (尋常性疣贅、扁平疣贅、足底疣贅、肛門性器疣贅、喉頭乳頭腫、疣贅状表皮発育異常症) - 一部の種による悪性腫瘍 (子宮頸癌、扁平上皮癌) | - 液体窒素 - レーザーアブレーション - 細胞障害性薬物 - インターフェロン - シドフォビル               | - HPVワクチン - 病変部への濃厚接触を避ける - セーフセックス                                                                   |
| インフルエンザウイルス                        | オルトミクソウイルス科 | - 飛沫接触                              | - インフルエンザ - (ライ症候群) | - アマンタジン - リマンタジン - ザナミビル - オセルタミビル                                          | - インフルエンザワクチン - アマンタジン - リマンタジン - 手洗い - 咳やくしゃみをするときに口を覆う - 病人との濃厚接触を避ける |
| 麻疹ウイルス                                  | パラミクソウイルス科   | - 飛沫接触                              | - 麻疹 - 麻疹後脳脊髄炎 | なし                                                                                                 | - MMRワクチン - 病人を隔離する - 病人との接触を避ける                                                                         |
| 中東呼吸器症候群関連コロナウイルス (MERS-CoV) | コロナウイルス科       | - ヒト濃厚接触                          | - 中東呼吸器症候群 (MERS) | | |
| ムンプスウイルス                              | パラミクソウイルス科   | - 飛沫接触                              | - 流行性耳下腺炎 | なし                                                                                                 | - MMRワクチン - 病人との濃厚接触を避ける                                                                                      |
| パラインフルエンザウイルス                    | パラミクソウイルス科   | - 飛沫接触                              | - クループ - 肺炎 - 細気管支炎 - 普通感冒                                                                                          | なし                                                                                                 | - 手洗い - 咳やくしゃみをするときに口を覆う                                                                                   |
| ポリオウイルス                                | ピコルナウイルス科     | - 糞口                                  | - 急性灰白髄炎 | なし                                                                                                 | - ポリオワクチン - 汚染された食品/水を避ける - 衛生状態を改善する                                                             |
| 狂犬病ウイルス                                | ラブドウイルス科       | - 動物咬傷 - 飛沫接触                   | - 狂犬病 (致死性脳炎) | 曝露後予防                                                                                           | - 狂犬病ワクチン - 狂犬病の動物を避ける                                                                                       |
| RSウイルス                                    | ニューモウイルス科     | - 飛沫接触 - 手から口                   | - 細気管支炎 - 肺炎 - インフルエンザ様症候群 - 肺炎を伴う重度の気管支炎                                                            | (リバビリン)                                                                                         | - 手洗い - 病人との濃厚接触を避ける - 高リスク患者へのパリビズマブ投与 - 咳やくしゃみをするときに口を覆う                     |
| 風疹ウイルス                                  | トガウイルス科         | - 呼吸 飛沫接触                         | - 先天性風疹 - 風疹 | なし                                                                                                 | - MMRワクチン - 病人との濃厚接触を避ける                                                                                      |
| SARSコロナウイルス (SARS-CoV)                 | コロナウイルス科       | - 飛沫接触                              | - 重症急性呼吸器症候群 (SARS) | | |
| SARSコロナウイルス2 (SARS-CoV-2)              | コロナウイルス科       | - 飛沫接触                              | - 新型コロナウイルス感染症 (2019年) (COVID-19)                                                                                     | | - 手洗い - 咳やくしゃみをするときに口を覆う - 社会距離拡大                                                                    |
| 水痘・帯状疱疹ウイルス                        | ヘルペスウイルス科     | - 飛沫接触 - 直接接触                   | - 水痘 - 帯状疱疹 - 先天性水痘症候群                                                                                               | 水痘: - アシクロビル - ファムシクロビル - バラシクロビル 帯状疱疹: - アシクロビル - ファムシクロビル | f |

## 参照項目
- ウイルスの紹介 - ウイルスについて非技術的な概要
- ウイルスの分類 - 分類体系の基本骨格
- ウイルス潜伏 - 病原性ウイルスが細胞内で休眠 (潜伏) する能力
- 病原菌（英語版） - 病気を引き起こす可能性のある細菌
- 感染経路